# گیژچکی
گیژچکی (به لاتین: Giżyczki) یک روستا در لهستان است که در گمینا ایووو واقع شده‌است.